# Lista tomów serii My Hero Academia – Akademia bohaterów
Ten artykuł zawiera listę tomów serii My Hero Academia – Akademia bohaterów autorstwa Kōheia Horikoshiego, publikowanej w magazynie „Shūkan Shōnen Jump” wydawnictwa Shūeisha od 7 lipca 2014 do 5 sierpnia 2024. Pierwszy tankōbon ukazał się 4 listopada tego samego roku, natomiast ostatni, 42. tom, został wydany 4 grudnia 2024. W Polsce seria ukazuje się nakładem wydawnictwa Waneko, pierwszy tom został zaś wydany 1 grudnia 2017.
Spin-off autorstwa Hirofumiego Nedy, zatytułowany Boku no Hero Academia Smash!!, ukazywał się w magazynie internetowym „Shōnen Jump+” od 9 listopada 2015 do 6 listopada 2017. Został opublikowany w 5 tankōbonach, wydanych między 4 kwietnia 2016 a 2 listopada 2017.
Drugi spin-off, My Hero Academia – Vigilante, był publikowany w „Shōnen Jump+” od 20 sierpnia 2016 do 28 maja 2022. Został zebrany w 15 tankōbonach, wydawanych od 4 kwietnia 2017 do 4 lipca 2022. W Polsce seria ta ukazuje się nakładem wydawnictwa Waneko.
Trzeci spin-off, zatytułowany My Hero Academia – Team-Up Missions, został napisany i zilustrowany przez Yōkō Akiyamę. Prolog opublikowano 25 lipca 2019 w czasopiśmie „Jump Giga”, natomiast kolejne rozdziały ukazywały się magazynie „Saikyō Jump” od 2 sierpnia 2019 do 4 stycznia 2025. Pierwszy tankōbon wydano 4 marca 2020, natomiast według stanu na 4 grudnia 2024, do tej pory ukazało się 7 tomów. W Polsce wydanie tej serii zapowiedziało Waneko, premiera zaś odbyła się 22 maja 2023.

## Główna seria
| Nr | Język japoński      | Język japoński         | Język polski         | Język polski           |
| Nr | Data wydania        | ISBN                   | Data wydania         | ISBN                   |
| --- | ------------------- | ---------------------- | -------------------- | ---------------------- |
| 1 | 4 listopada 2014    | ISBN 978-4-08-880264-0 | 1 grudnia 2017       | ISBN 978-83-8096-347-4 |
| Lista rozdziałów - 1. Izuku Midoriya: Początek (jap. 緑谷出久：オリジン Midoriya Izuku: Orijin) - 2. Jęczące mięśnie (jap. うなれ筋肉 Unare kinniku) - 3. Egzamin wstępny (jap. 入試 Nyūshi) - 4. Linia startu (jap. スタートライン Sutāto rain) - 5. Bombowy początek roku (jap. はりさけろ入学 Harisakero nyūgaku) - 6. Ile jestem w stanie... (jap. 今 僕に出来ることを Ima boku ni dekiru koto o) - 7. Zmiana strojów (jap. 服着よう？ Fuku kiyō?) |                     |                        |                      |                        |
| 2 | 5 stycznia 2015     | ISBN 978-4-08-880297-8 | 1 lutego 2018        | ISBN 978-83-8096-348-1 |
| Lista rozdziałów - 8. Cholerny nerd stawia opór (jap. 猛れクソナード Takere kuso nādo) - 9. Deku kontra Katsuś (jap. デクvsかっちゃん Deku vs Kacchan) - 10. Złamać Bakugo (jap. 折れろ爆豪 Orero Bakugō) - 11. Linia startu Bakugo (jap. スタートライン、爆豪の。 Sutāto rain, Bakugō no.) - 12. Dobrze, dajesz czasu, Iida (jap. いいぞガンバレ飯田くん！ Ii zo ganbare Iida-kun!) - 13. Trening ratunkowy (jap. 救助訓れ Kyūjo kunre) - 14. Spotkanie z nieznanym (jap. 未知との遭遇 Michi to no sōgū) - 15. Versus (jap. ＶＳ Bui esu) - 16. Znaj swojego wroga (jap. 思い知れ敵 Omoishire viran) - 17. Game Over (jap. ゲームオーバー Gēmu ōbā) |                     |                        |                      |                        |
| 3 | 3 kwietnia 2015     | ISBN 978-4-08-880335-7 | 1 kwietnia 2018      | ISBN 978-83-8096-349-8 |
| Lista rozdziałów - 18. Bohaterowie kontratakują (jap. 逆襲のヒーローズ Gyakushū no hīrōzu) - 19. All Might (jap. オールマイト Ōrumaito) - 20. Świat zawodowców (jap. プロの世界 Puro no sekai) - 21. W każdej piersi... (jap. 各々の胸に Onoono no mune ni) - 22. Tak to wygląda, Ochaco (jap. そういうことねお茶子さん Sō iu koto ne Ochako-san) - 23. Rozpalający festiwal sportowy (jap. うなれ体育祭 Unare taiikusai) - 24. Bieg po trupach do celu (jap. 駆け上がれ蹴落として Kakeagare keotoshite) - 25. Wszyscy mają świetne dary (jap. みんな個性的でいいね Minna Kosei-teki de ii ne) - 26. Pościg (jap. 立て追われる身 Tate owareru mi) |                     |                        |                      |                        |
| 4 | 4 czerwca 2015      | ISBN 978-4-08-880420-0 | 1 czerwca 2018       | ISBN 978-83-8096-350-4 |
| Lista rozdziałów - 27. Czas na decydujące negocjacje! (jap. 天下分け目の交渉時間 Tenkawakeme no kōshō jikan) - 28. Plany, knowania, środki zapobiegawcze (jap. 策策策 Saku saku saku) - 29. Nie powiedziałem (jap. 知られてない Shiraretenai) - 30. Rozstrzygnięcie (jap. 騎馬戦決着 Kibasen kecchaku) - 31. W czepku urodzony (jap. すべてを持って生まれた男の子 Subete o motte urarete otoko no ko) - 32. Uśmiechaj się, Książę Nonsensu! (jap. 笑え！ノンセンス界のプリンス Warae! Nonsensu-kai no purinsu) - 33. Historia Shinso (jap. 真相くんの無情 Shinsō-kun no mujō) - 34. Wygrana i przegrana (jap. 勝ち負け Kachimake) - 35. Drżyjcie przed pretendentem! (jap. 奮え！チャレンジャー Furue! Charenjā) |                     |                        |                      |                        |
| 5 | 4 sierpnia 2015     | ISBN 978-4-08-880449-1 | 1 sierpnia 2018      | ISBN 978-83-8096-351-1 |
| Lista rozdziałów - 36. Bakugo kontra Uraraka (jap. 爆豪ＶＳ麗日 Bakugō VS Uraraka) - 37. Midoriya i Endeavor (jap. 緑谷とエンデヴァー Midoriya to Endevā) - 38. Todoroki kontra Midoriya (jap. 轟ＶＳ緑谷 Todoroki VS Midoriya) - 39. Shoto Todoroki: Początek (jap. 轟焦凍：オリジン Todoroki Shōto: Origin) - 40. Niezależność (jap. 親離れ Oya banare) - 41. Fight! Iida! (jap. 飯田くんファイト Iida-kun faito) - 42. Zaraz finał! (jap. いざ決勝 Iza kesshō) - 43. Todoroki kontra Bakugo (jap. 轟ＶＳ爆豪 Todoroki VS Bakugō) - 44. Odpoczynek w dodatkowe wolne (jap. 休め振替休日 Yasume furikae kyūjitsu) |                     |                        |                      |                        |
| 6 | 4 listopada 2015    | ISBN 978-4-08-880488-0 | 14 września 2018     | ISBN 978-83-8096-352-8 |
| Lista rozdziałów - 45. Lekcja tworzenia pseudonimów (jap. 名前をつけてみようの会 Namae o tsukete miyō no kai) - 46. Tajemniczy Gran Torino! (jap. 怪奇！グラントリノ現る Kaiki! Gurantorino arawaru) - 47. Wij się (jap. 蠢く Ugomeku) - 48. Załapać (jap. 掴めコツ Tsukame kotsu) - 49. Midoriya i Shigaraki (jap. 緑谷と死柄木 Midoriya to Shigaraki) - 50. Zatłukę (jap. ぶっ殺す Bukkorosu) - 51. Stój, Iida! Przestań! (jap. だめだやめとけ飯田くん Dame da yametoke Iida-kun) - 52. Stain, zabójca bohaterów kontra uczniowie U.A. (jap. ヒーロー殺しステインVS英雄生徒 Hīrō-goroshi Sutein VS eiyū seito) - 53. Od Todorokiego do Iidy (jap. 轟から飯田へ Todoroki kara Iida e) |                     |                        |                      |                        |
| 7 | 4 lutego 2016       | ISBN 978-4-08-880607-5 | 30 listopada 2018    | ISBN 978-83-8096-353-5 |
| Lista rozdziałów - 54. Re: Ingenium (jap. Reインゲニウム Re Ingeniumu) - 55. Koniec?! (jap. 終局？ Shūkyoku?) - 56. Koniec (jap. 決着 Kecchaku) - 57. Następstwa działań Staina (jap. 「ヒーロー殺しステイン」その余波 „Hīrō-goroshi Sutein” sono yoha) - 58. Zakończenie praktyk (jap. 職場体験を終えて Shokuba taiken o oete) - 59. Opowieść z zamierzchłej przeszłości (jap. 知れ！！昔の話 Shire!! Mukashi no hanashi) - 60. Przygotowania do testów semestralnych (jap. 備えろ期末テスト Sonaero kimatsu tesuto) - 61. Najgorsza para (jap. 最悪のふたり Saiaku no futari) - 62. Katsuki Bakugo: Początek (jap. 爆豪勝己：オリジン Bakugō Katsuki: Orijin) |                     |                        |                      |                        |
| 8 | 4 kwietnia 2016     | ISBN 978-4-08-880654-9 | 14 grudnia 2018      | ISBN 978-83-8096-354-2 |
| Lista rozdziałów - 63. Yaoyorozu: Rising (jap. 八百万：ライジング Yaoyorozu: Raijingu) - 64. Zadanie (jap. 難題 Nandai) - 65. Mur (jap. 壁 Kabe) - 66. Dziennik obserwacji Midoriyi (jap. 緑谷のクラス観察記 Midoriya no kurasu kansatsu-ki) - 67. Prawdziwe oblicze (jap. むけろ一皮 Mukero hitokawa) - 68. Encounter (jap. エンカウンター Enkauntā) - 69. Midoriya Interviewed (jap. インタビューウィズ緑谷 Intabyū wizu Midoriya) - 70. Wild Wild Pussycats (jap. ワイルドワイルドプッシーキャッツ Wairudo Wairudo Pusshīkyattsu) - 71. Kota (jap. 洸汰くん Kōta-kun) |                     |                        |                      |                        |
| 9 | 3 czerwca 2016      | ISBN 978-4-08-880689-1 | 31 stycznia 2019     | ISBN 978-83-8096-355-9 |
| Lista rozdziałów - 72. Drugi dzień obozu (jap. 二日目 Futsukame) - 73. Good Evening (jap. グッドイブニング Guddo ibuningu) - 74. Sygnały dymne (jap. 狼煙 Noroshi) - 75. Ryzykuj życie, bohaterze (jap. 賭せ！ヒーロー Tose! Hīrō) - 76. Mój bohater (jap. 僕のヒーロー Boku no Hīrō) - 77. Pozwalam (jap. いいよ Ii yo) - 78. Chaotyczne zawirowania (jap. 混乱渦巻き Konran uzumaki) - 79. Pokonany żelazem i ręką! (jap. ブチ込む鉄拳！！！ Buchikomu tekken!!!) - 80. Oddział ochrony Bakugo (jap. 発足爆豪護衛部隊 Hossoku Bakugō goei butai) |                     |                        |                      |                        |
| 10 | 2 września 2016     | ISBN 978-4-08-880779-9 | 15 marca 2019        | ISBN 978-83-8096-356-6 |
| Lista rozdziałów - 81. Sytuacja krytyczna (jap. がなる風雲急 Ganaru fūunkyū) - 82. Obrót, obrót, obrót! (jap. 転転転！ Tententen!) - 83. Przegrana (jap. 敗け Make) - 84. Parę słów od Iidy do Midoriyi (jap. 飯田から緑谷へ Iida kara Midoriya e) - 85. Sami kretyni (jap. バカばっか Baka bakka) - 86. Przed burzą (jap. 嵐の前 Arashi no mae) - 87. Zderzenie (jap. ゲキトツ Gekitotsu) - 88. All For One (jap. オール・フォー・ワン Ōru Fō Wan) - 89. Wszystko dla jednego (jap. 全ては1人の為に Subete wa hitori no tame ni) - Dodatek: Rozkumkany pamiętnik Tsuyu (jap. 梅雨ちゃんのけろけろ日記 Tsuyu-chan no kerokero nikki) |                     |                        |                      |                        |
| 11 | 4 listopada 2016    | ISBN 978-4-08-880809-3 | 6 maja 2019          | ISBN 978-83-8096-357-3 |
| Lista rozdziałów - 90. Chwyć... (jap. 手を Te o) - 91. Symbol pokoju (jap. 平和の象徴 Heiwa no shōchō) - 92. One For All (jap. ワン・フォー・オール Wan Fō Ōru) - 93. Niedopałek One For All (jap. 残り火ワンフォーオール Nokoribi Wan Fō Ōru) - 94. Wiadomość od mistrza do ucznia (jap. 師弟のメッセージ Shitei no messēji) - 95. Koniec początku, początek końca (jap. 始まりの終わり 終わりの始まり Hajimari no owari, owari no hajimari) - 96. Wizyty domowe (jap. 家庭訪問 Kazoku hōmon) - 97. Ostre słowa z ust matki (jap. ガツンと言うからお母さん Gatsun to iu kara okaasan) - 98. Przeprowadzka do internatu (jap. 入れ寮 Haire ryō) - 99. Żegnajcie dwie cyfry, witajcie trzy cyfry! (jap. さよなら二桁、これから三桁 Sayonara niketa, korekara sanketa) |                     |                        |                      |                        |
| 12 | 3 lutego 2017       | ISBN 978-4-08-881004-1 | 14 czerwca 2019      | ISBN 978-83-8096-358-0 |
| Lista rozdziałów - 100. Tworzenie supertechnik (jap. 編め必殺技 Amehissatsuwaza) - 101. Dziewczę zwane Mei Hatsume (jap. 発目明という女 Hatsume Mei to iu onna) - 102. Skołowanie (jap. 心浮かぶ Kokoro ukabu) - 103. The egzamin (jap. 𝚃𝙷𝙴 試験 The shiken) - 104. Ekscytacja! Każdy ma swą siłę! (jap. 白熱！各々の実力! Hakunetsu! Onōno no jitsuryoku!) - 105. Przyczajone Liceum Shiketsu (jap. 這い寄る士傑高校 Haiyoru Shiketsu kōkō) - 106. Klasa 1A (jap. 𝟷年𝙰組 Ichi-nen A-gumi) - 107. Co myśli Denki Kaminari (jap. 上鳴電気の思うこと Kaminari Denki no omou koto) - 108. Rush! (jap. ラッシュ! Rasshu!) |                     |                        |                      |                        |
| 13 | 4 kwietnia 2017     | ISBN 978-4-08-881049-2 | 2 sierpnia 2019      | ISBN 978-83-8096-359-7 |
| Lista rozdziałów - 109. Test z ratowania (jap. 救助演習 Kyūjo enshū) - 110. Test z ratowania cz. 2 (jap. 続•救助演習 Zoku: kyūjo enshū) - 111. Dymiący początek (jap. 燻りビギニング Kusuburi biginingu) - 112. Co wy wyprawiacie?! (jap. 何をしてんだよ Nani o shiten da yo) - 113. Egzamin i po egzaminie (jap. 試験その後に Shiken sono ato ni) - 114. Wyniki i następstwa (jap. 合否その後に Gōhi sono ato ni) - 115. Unleashed (jap. アンリーシュド Anrīshudo) - 116. Pozdrowienia z Tartaru (jap. 挨拶タルタロス Aisatsu Tarutarosu) - 117. Musimy pogadać o twoim darze (jap. てめェの"個性"の話だ Teme no „kosei” no hanashi da) - 118. Bezsensowna bójka (jap. 意味のない戦い Imi no nai tatakai) |                     |                        |                      |                        |
| 14 | 2 czerwca 2017      | ISBN 978-4-08-881175-8 | 16 września 2019     | ISBN 978-83-8096-360-3 |
| Lista rozdziałów - 119. Deku kontra Katsuś 2 (jap. デクVSかっちゃん2 Deku VS Katchan 2) - 120. Trójka (jap. 三人 Sannin) - 121. Ceremonia rozpoczęcia drugiego semestru (jap. 後期始業式 Kōki shigyō-shiki) - 122. Sezon spotkań (jap. 出会いの季節 Deai no kisetsu) - 123. Nie do pokonania (jap. 無敵 Muteki) - 124. Nadciągają kłopoty! Epizod: Staż! (jap. 胎動！！EP:インターン Taidō!! EP: Intān) - 125. Overhaul (jap. オーバーホール Ōbāhōru) - 126. Otwórz się, świecie! (jap. 拓け世界 Hirake Sekai) - 127. Sir Nighteye i Izuku Midoriya i Mirio Togata i All Might (jap. サー・ナイトアイと緑谷出久と通形ミリオとオールマイト Sā Naitoai to Midoriya Izuku to Tōgata Mirio to Ōrumaito) - 128. Boy Meets... (jap. ボーイ・ミーツ... Bōi mītsu...) |                     |                        |                      |                        |
| 15 | 4 września 2017     | ISBN 978-4-08-881202-1 | 4 listopada 2019     | ISBN 978-83-8096-361-0 |
| Lista rozdziałów - 129. Eri (jap. エリ) - 130. Zobacz, jak wygląda prawda (jap. 聞け真相 Kike shinsō) - 131. Burzliwe przeznaczenie (jap. 抗う運命 Aragau unmei) - 132. Plan (jap. 計画 Keikaku) - 133. Goń go, Kirishima! (jap. 追え切島 Oe Kirishima) - 134. Let’s go, Gutsy Red Riot! (jap. ガッツだレッツラレッドライオット Gattsu da rettsura Reddo Raiotto) - 135. Nieprzyjemna rozmowa (jap. 嫌な話 Iya na hanashi) - 136. Blisko (jap. 間近！！ Majika!!) - 137. Blokada (jap. 阻止せよ！！ Soshi seyo!!) |                     |                        |                      |                        |
| 16 | 2 listopada 2017    | ISBN 978-4-08-881221-2 | 13 grudnia 2019      | ISBN 978-83-8096-362-7 |
| Lista rozdziałów - 138. Go! (jap. ゴー!! Gō!!) - 139. Dreszcz walki! Podziemny labirynt! (jap. 戦慄!!地下迷宮 Senritsu!! Chika meikyū) - 140. Suneater z Big Three (jap. ビッグ3のサンイーター Biggu 3 no San’ītā) - 141. Osiem przykazań grzechu: Behind (jap. 八斎衆:ビハインド Hassaishū: Bihaindo) - 142. Tarcza i tarcza i włócznia i tarcza (jap. 盾と盾と矛と盾 Tate to tate to hoko to tate) - 143. Zmierzmy się, Rappo! (jap. 勝負してみようや!! 乱波くん!! Shōbu shite miyou ya!! Rappa-kun!!) - 144. Red Riot 1 (jap. 烈怒頼雄斗① Reddo Raiotto ①) - 145. Red Riot 2 (jap. 烈怒頼雄斗② Reddo Raiotto ②) - 146. Tymczasowi pracownicy (jap. 出向 Shukkō) - 147. Twoga! (jap. トゥガイス!! Tūgaisu!!) |                     |                        |                      |                        |
| 17 | 2 lutego 2018       | ISBN 978-4-08-881320-2 | 29 stycznia 2020     | ISBN 978-83-8096-790-8 |
| Lista rozdziałów - 148. Zmartwienia młodej Twogi! (jap. 若きトゥガイスの悩み Wakaki Tūgaisu no nayami) - 149. Irinaka, nie gniewaj się (jap. 怒らないでよ入中くん Okoranaide yo Irinaka-kun) - 150. Mirio Togata (jap. 通形ミリオ Tōgata Mirio) - 151. Mirio Togata! (jap. 通形ミリオ!! Tōgata Mirio!!) - 152. Lemillion (jap. ルミリオン Rumirion) - 153. Transformacja (jap. 変身! Henshin!) - 154. Nadzieja, której nie widać (jap. 見えない気望 Mienai kibō) - 155. Ratowany, ratujący, miejsce bohatera (jap. 救う人、救われる人、ヒーローの所在 Sukuu hito, sukuwareru hito, hīrō no shozai) - 156. Siła ratowanych (jap. スクウェアウェアの人のチカラ Sukuwareru hito no chikara) - 157. Niekończące się 100% (jap. 無限100% Mugen 100 pāsento) |                     |                        |                      |                        |
| 18 | 4 kwietnia 2018     | ISBN 978-4-08-881380-6 | 16 marca 2020        | ISBN 978-83-8096-791-5 |
| Lista rozdziałów - 158. Wykrzywiona sympatia Chisakiego (jap. 治崎の異常な恩情 Chisaki no ijōna onjō) - 159. Koniec! (jap. 終了!!!! Shūryō!!!!) - 160. Autostrada (jap. 高速道路 Kōsokudōro) - 161. Jasna przyszłość (jap. 明るい将来 Akarui mirai) - 162. Odpowiedni (jap. ふさわしき者 Fusawashiki mono) - 163. Tlący się ogień (jap. くすぶる炎 Kusuburu honō) - 164. Nad wyraz rozwinięte gnojki (jap. マセガキ Masegaki) - 165. Jak zdobyć serce szczyli (jap. ブラットの心に勝つ Buratto no kokoro ni katsu) - 166. Dacie radę, poprawkowicze (jap. ホッコ仮免講習 Hokko karimen kōshū) - 167. Linia startu do zostania bohaterem nr 1 (jap. No. 1 ヒーローのスタートライン Nanbā wan hīrō no sutāto rain) |                     |                        |                      |                        |
| 19 | 4 lipca 2018        | ISBN 978-4-08-881512-1 | 5 maja 2020          | ISBN 978-83-8096-792-2 |
| Lista rozdziałów - 168. Ekscentryczne zachowania Aoyamy (jap. 青山奇行篇 Aoyama kikō-hen) - 169. Szkolny festiwal kultury (jap. 文化祭 Bunkasai) - 170. Z Eri (jap. エリちゃんと Eri-chan to) - 171. Gentle i La Brava (jap. ジェントルとラブラバ Jentoru to Raburaba) - 172. Przy festiwalu najwięcej frajdy dają przygotowania 1 (jap. 文化祭って準備してる時が一番楽しいよね① Bunkasai tte junbi shiteru toki ga ichiban tanoshī yone①) - 173. Przy festiwalu najwięcej frajdy dają przygotowania 2 (jap. 文化祭って準備してる時が一番楽しいよね② Bunkasai tte junbi shiteru toki ga ichiban tanoshī yone②) - 174. Golden Tips Imperial (jap. ゴールドティップスインペリアル Gōrudo Tippusu Inperiaru) - 175. Dzień wydarzenia, rano (jap. 当日, 朝 Tōjitsu, asa) - 176. Deku vs Gentle Criminal (jap. デクVSジェントル・クリミナル Deku bāsasu Jentoru Kuriminaru) - 177. Na placu budowy (jap. 建設現場にて Kensetsu genba nite) |                     |                        |                      |                        |
| 20 | 4 września 2018     | ISBN 978-4-08-881566-4 | 16 czerwca 2020      | ISBN 978-83-8096-870-7 |
| Lista rozdziałów - 178. Kobieta zwana La Brava (jap. ラブラバという女 Raburaba toiu onna) - 179. Startuje szkolny festiwal! (jap. 開催文化祭!! Kaisai bunkasai!!) - 180. Bezwiednie (jap. 人知れず Tagatame) - 181. Dla drugiej osoby (jap. 誰が為 Jentoru to raburaba) - 182. Festiwalu, trwaj! (jap. 垂れ流せ! 文化祭! Tare nagase! Bunkasai!) - 183. Zabawa do wieczora (jap. 終日!! 文化祭 Shūjitsu!! Bunkasai!!) - 184. Ranking bohaterów (jap. ヒーロービルボードチャート JP hīrō birubōdo chāto jeipī) - 185. Skrzydlaty bohater Hawks (jap. ウィングヒーロー ホークス Uingu Hīrō Hōkusu) - 186. Endeavor i Hawks (jap. エンデヴァー&ホークス Endevā ando Hōkusu) - 187. Ognisty ryk vs Bezmózg High-End (jap. 燃えよ轟け！VSバーサス 脳無：ハイエンド Moeyo Todoroke! Bāsasu Nōmu: Hai-Endo) - 188. Twój ojciec, bohater nr 1 (jap. 父はNo.ナンバー1ヒーロー Chichi wa nanbā 1 hīrō) |                     |                        |                      |                        |
| 21 | 4 grudnia 2018      | ISBN 978-4-08-881624-1 | 3 sierpnia 2020      | ISBN 978-83-8096-871-4 |
| Lista rozdziałów - 189. Dlaczego ciągle wstaje? (jap. 彼は何故立ち続けたか Kare wa naze tachi tsuzuketa ka) - 190. Początek... (jap. 始まりの Hajimarino) - 191. Kremator vs Hawks i Endeavor (jap. 荼毘・ホークス・エンデヴァー Dabi Hōkusu Endevā) - 192. U Todorokich (jap. 轟家 Todoroki-ke) - 193. Ślady (jap. 面影 Omokage) - 194. Zima w U.A.! (jap. 寒空! 雄英高校! Samuzora! Yūei kōkō!) - 195. Wielkie starcie! Klasa A vs B! (jap. 激突!A組VSB組 Gekitotsu! Ē-gumi bāsasu Bī-gumi) - 196. Zrób to, Shinso! (jap. それ行け心操くん！ Soreike Shinsō-kun!) - 197. Wybuchowa nawalanka darami (jap. "個性"ドンパチ大応酬 "Kosei" Donpachi Dai-ōshū) - 198. Wiedz, kiedy postawić na swoim! (jap. 必要!! 時には足止め現状把握! Hitsuyō!! Toki ni wa ashitome genjō haaku!) - 199. Operacja: Improwizowanie nowych technik (jap. 新技即興オペレーション! Shin-waza sokkyō operēshon!) - 200. Mądry dowódca (jap. 智将!! Chishō!!) |                     |                        |                      |                        |
| 22 | 4 lutego 2019       | ISBN 978-4-08-881723-1 | 14 września 2020     | ISBN 978-83-8096-872-1 |
| Lista rozdziałów - 201. Przewidywanie (jap. 先を見据えて Saki o misuete) - 202. Trzecia walka (jap. 第三セット Daisan setto) - 203. Elastyczny Juzo Honenuki! (jap. 柔軟！骨抜柔造！ Jūnan! Honenuki Jūzō!) - 204. Tuning (jap. チューニング Chūningu) - 205. Okrężna droga (jap. 遠回り Tōmawari) - 206. Wynik trzeciej walki (jap. 第３セット決着 Daisan setto ketchaku) - 207. Kto pierwszy, ten lepszy! (jap. 先手必勝! Sente hisshō!) - 208. Wynik czwartej walki (jap. 第４セット決着 Daiyon setto ketchaku) - 209. Piąta walka, start! (jap. 第５セットスタート Daigo setto sutāto) - 210. Sen o One For All (jap. ワン・フォー・オールの夢 Wan fō ōru no yume) - 211. Dziedzictwo (jap. 受け継ぐモノ Uketsugu mono) - 212. Dziedzictwo 2 (jap. 続・受け継ぐモノ Zoku uketsugu mono) |                     |                        |                      |                        |
| 23 | 2 maja 2019         | ISBN 978-4-08-881797-2 | 2 listopada 2020     | ISBN 978-83-8096-873-8 |
| Lista rozdziałów - 213. Miejsce, gdzie przebywają dusze (jap. 魂の所在 Tamashii no shozai) - 214. Nasza wielka bijatyka (jap. ぼくらの大乱戦 Bokura no dairansen) - 215. Ostatnie starcie! Midoriya vs Shinso (jap. 最終局面！緑谷VSバーサス心操!! Saishū Kyokumen! Midoriya bāsasu Shinsō!!) - 216. Rozstrzygnięcie! Która klasa wygrała? (jap. 最終結果！クラスAとクラスB Saishū kekka! Kurasu A to kurasu B) - 217. Nowa moc i All For One (jap. 新しい力とオール・フォー・ワン Atarashī Chikara to Ōru Fō Wan) - 218. Armia wyzwolenia supermocy (jap. 異能解放軍 Inō Kaihō-gun) - 219. Go! Slidin-Go! (jap. ゴー！スライディン・ゴー！ Gō! Suraidin Gō!) - 220. Akademia złoczyńców (jap. 僕のヴィランアカデミア Boku no Viran Akademia) - 221. Pożegnalny prezent od All For One (jap. オール・フォー・ワンの置き土産 Ōru Fō Wan no okimiyage) - 222. Tomura Shigaraki: Distortion (jap. 死柄木弔：Distortion Shigaraki Tomura: Disutōshon) - 223. Karaluch (jap. ゴキブリ Gokiburi) - 224. Świętowanie odrodzenia (jap. 再臨祭 Sairin-sai) |                     |                        |                      |                        |
| 24 | 2 sierpnia 2019     | ISBN 978-4-08-881880-1 | 15 grudnia 2020      | ISBN 978-83-8096-874-5 |
| Lista rozdziałów - 225. Wywiad z wampirem (jap. インタビュー・ウィズ・ヴァンパイア Intabyū wizu vanpaia) - 226. Krew to miłość (jap. 愛の血 Koi no chi) - 227. Spać mi się chce (jap. 眠い Nemui) - 228. Rany na psychice (jap. 心の外傷 Kokoro no gaishō) - 229. All It Takes Is One Bad Day (jap. All It Takes Is One Bad Day Ōru itto teikusu izu wan baddo dei) - 230. Sad Man’s Parade (jap. 悲しい男のパレード Kanashī otoko no parēdo) - 231. Droga (jap. 道 Michi) - 232. Supermoce a dary (jap. 異能と„個性” Inō to „kosei”) - 233. Jasna przyszłość (jap. アカルイミライ Akarui Mirai) - 234. Zmysł niszczenia (jap. 壊覚 Kaikaku) - 235. Tenko Shimura: Początek (jap. 志し村むら転てん弧こ：オリジン Shimura Tenko: Orijin) |                     |                        |                      |                        |
| 25 | 4 grudnia 2019      | ISBN 978-4-08-882074-3 | 1 lutego 2021        | ISBN 978-83-8096-875-2 |
| Lista rozdziałów - 236. Tenko Shimura: Początek 2 (jap. 志村転弧：オリジン2 Shimura Tenko: Orijin 2) - 237. Tomura Shigaraki: Początek (jap. 死柄木弔：オリジン Shigaraki Tomura: Orijin) - 238. Wyzwolenie (jap. 解放 Kaho) - 239. Następca (jap. 後継 Kōkei) - 240. Siła (jap. 力 Chikara) - 241. Udziel wywiadu! (jap. 受け応えろ！インタビュー Ukekotaero! Intabyū) - 242. Merry Christmas! (jap. メリれ！クリスマス! Merire! Kurisumasu!) - 243. Agencja Endeavora! (jap. いざ！エンデヴァー事務所! Iza! Endevā Jimusho!) - 244. Polecanki (jap. オススメ Osusume) - 245. Do akcji (jap. 決起 Kekki) - 246. Wiadomość (jap. メッセージ Messēji) |                     |                        |                      |                        |
| 26 | 4 marca 2020        | ISBN 978-4-08-882225-9 | 15 marca 2021        | ISBN 978-83-8242-001-2 |
| Lista rozdziałów - 247. Opowiadaj! Jak wygląda sytuacja? (jap. 語れ！現状 Katare! Genjō!) - 248. Kroczek po kroczku (jap. 一つ一つ Hitotsu hitotsu) - 249. Piekielny dom Todorokiego (jap. 地獄の轟くん家 Jigoku no Todoroki-kun-ka) - 250. Ending (jap. エンディング Endingu) - 251. Tydzień (jap. 一週間 Isshūkan) - 252. Niewybaczalny (jap. 許されざる者 Yurusarezarumono) - 253. Shirakumo (jap. 白雲) - 254. Jesteś większym bohaterem niż ktokolwiek inny (jap. 誰よりもおまえはヒーローに Dare yori mo omae wa hīrō ni) - 255. Bohaterskie ambicje (jap. ヒーロー志望 Hīrō Shibō) - 256. Wysoko na błękitnym niebie (jap. 空、高く群青 Sora, takaku gunjō) - 257. Zbierzcie się wszyscy, bez wyjątku (jap. 紡げ、何者でも無く Tsumuge, nanimonode mo naku) - 258. Kumple (jap. 仲間 Nakama) |                     |                        |                      |                        |
| 27 | 3 lipca 2020        | ISBN 978-4-08-882332-4 | 4 maja 2021          | ISBN 978-83-8242-002-9 |
| Lista rozdziałów - 259. Spokojny początek (jap. 静かな始まり Shizukana hajimari) - 260. Całokształt (jap. 人生の全 Jinsei no subet) - 261. High-End (jap. ハイエンド Hai Endo) - 262. Mirko, piąta w rankingu (jap. No.5のミルコさん Nanba 5 no Miruko-san) - 263. Chcę być razem z resztą! (jap. 皆といたいよー!!! Mina To itaiyō!!!) - 264. One’s Justice (jap. One’s Justice Wanzu jasutisu) - 265. Złoczyńcy i bohaterowie (jap. 敵ヴィランとヒーロー Viran to hīrō) - 266. Happy Life (jap. ハッピーライフ Happīraifu) - 267. Ogień (jap. 炎ほのお Honō) |                     |                        |                      |                        |
| 28 | 4 września 2020     | ISBN 978-4-08-882378-2 | 15 czerwca 2021      | ISBN 978-83-8242-003-6 |
| Lista rozdziałów - 268. Scramble! (jap. スクランブル!! Sukuranburu) - 269. We trzech (jap. 三さん人にんで San ninde) - 270. Dziedzictwo (jap. 継けい承しょう Keisho ) - 271. Ciemne chmury! (jap. 暗あん雲うん!! An’un!!) - 272. Dzień dobry! (jap. おはよう! Ohayō!) - 273. Ekscytacja z niszczenia (jap. 破滅はめつのボルテージ Hametsu no borutēji) - 274. Search (jap. サーチ Sachi) - 275. Encounter 2 (jap. エンカウンター2 Enkauntā 2) - 276. Jedziesz na kodach! (jap. チートが…! Chīto ga…!) |                     |                        |                      |                        |
| 29 | 4 stycznia 2021     | ISBN 978-4-08-882474-1 | 3 sierpnia 2021      | ISBN 978-83-8242-004-3 |
| Lista rozdziałów - 277. A kto to? (jap. 誰だよ Dareda yo) - 278. Disaster Walker (jap. 災害歩行 Dizasutāwōkā) - 279. Bractwo złoczyńców vs uczniowie U.A. (jap. 敵ヴィラン連れん合ごうVブイSエス雄ゆう英えい生 Viran Rengō Bui Esu Yūei Sei) - 280. Red Riot 3 (jap. 烈怒頼雄斗 Reddo Raiotto) - 281. Plus Ultra (jap. PLUS ULTRA Purusu Urutora) - 282. Odgłos kroków zniszczenia (jap. 破滅の足音 Hametsu no Ashioto) - 283. 75 (jap. 七十五 Nanajugo) - 284. Ultramarynowa walka (jap. 群ぐん青じょうバトル Gunjō Batoru) - 285. Katsuki Bakugo: Rising (jap. 爆豪勝己：ライジング Katsuki Bakugō: Raijingu) |                     |                        |                      |                        |
| 30 | 2 kwietnia 2021     | ISBN 978-4-08-882590-8 | 15 września 2021     | ISBN 978-83-8242-005-0 |
| Lista rozdziałów - 286. Osoby w nas (jap. 僕ぼくらの中なかの人ひと Bokura no naka no hito) - 287. Pomyłka (jap. 間ま違ちがい Machigai) - 288. Uratujecie mojego Takeo! (jap. 助たすけ出だせ!!タケオさん Tasukedase!! Takeo-san) - 289. Szczera i skryta (jap. アケスケちゃんとしまっとくちゃん Akesuke-chan to shimattoku-chan) - 290. Taniec krematora (jap. ダビダンス Dabi dansu) - 291. Cieszę się, że jesteś zdrów (jap. 元気でいてくれてありがとう Genki deite kurete arigatō) - 292. Nitki nadziei (jap. 一縷の希望たち Ichiru no Kibō-tachi) - 293. Społeczeństwo przesycone bohatereami (jap. ヒーロー飽和社会 Hīrō hōwa shakai) - 294. Last Stage (jap. ラストステジ Rasutosuteji) - 295. Uparciuch (jap. しつこい Shitsukoi) |                     |                        |                      |                        |
| 31 | 4 sierpnia 2021     | ISBN 978-4-08-882729-2 | 12 stycznia 2022     | ISBN 978-83-8242-194-1 |
| Lista rozdziałów - 296. Piekło się upiekło (jap. 極々、地獄 Gokugoku, jigoku) - 297. Tartar (jap. タルタロス Tarutarosu) - 298. Odgłos rozsypywania się (jap. 崩ゆく音 Kuzure yuku oto) - 299. Przykry film (jap. 邦画の辛ヤツ Hōga no tsurai yatsu) - 300. Piekielny dom Todorokiego cz. 2 (jap. 地獄の轟くん家 2 Jigoku no Todoroki-kun-chi 2) - 301. Jak nie obchodzić się z ogniem cz. 1 (jap. 火の不始末 前編 Hi no fushimatsu zenpen) - 302. Jak nie obchodzić się z ogniem cz. 2 (jap. 火の不始末 後編 Hi no fushimatsu kōhen) - 303. Top 3 (jap. トップ 3 Toppu surī) - 304. Izuku Midoriya i Toshinori Yagi (jap. 緑谷出久と八木俊典 Midoriya Izuku to Yagi Toshinori) - 305. Izuku Midoriya i Tomura Shigaraki (jap. 緑谷出久と死柄木弔 Midoriya Izuku to Shigaraki Tomura) - 306. Początek ostatniego rozdziału (jap. 最終法が始まる Saishū-hō ga hajimaru) |                     |                        |                      |                        |
| 32 | 4 października 2021 | ISBN 978-4-08-882788-9 | 9 maja 2022          | ISBN 978-83-8242-195-8 |
| Lista rozdziałów - 307. Kopę lat! (jap. おひさ！ O hisa!) - 308. Pełną parą! (jap. 全力!! Zenryoku!!) - 309. Nie mogę zachowywać się jak dziecko (jap. 子じゃいられない Kodomo ja irarenai) - 310. Mistrz i uczeń (jap. 師と弟子 Shi to deshi) - 311. Jest! (jap. 来!! Kita!!) - 312. Skrytobójczyni (jap. 刺客 Shikaku) - 313. Szybkie mobilne działo dalekiego zasięgu (jap. 高速移動長距離砲台 Kōsoku idō chōkyori hōdai) - 314. Piękna Lady Nagant (jap. 麗しきレディ・ナガン Uruwashiki Redi Nagan) - 315. Piękne słówka (jap. 綺麗事 Kirei goto) - 316. The Next (jap. THE NEXT Za nekusuto) - 317. Rany, krew, brud (jap. 傷、血、泥 Kizu, chi, doro) - 318. Czarne chmury (jap. ヤミクモ Yamikumo) |                     |                        |                      |                        |
| 33 | 4 lutego 2022       | ISBN 978-4-08-882846-6 | 31 października 2022 | ISBN 978-83-8242-196-5 |
| Lista rozdziałów - 319. Przyjaciele (jap. 友だち Tomodachi) - 320. Deku vs Klasa A (jap. デク VS A組 Deku Bāsasu Ē-gumi) - 321. Od klasy A do OFA (jap. A組からOFAへ Ē-Gumi kara Wan Fō Ōru e) - 322. Wielki bóg morderczych wybuchów Dynamight (jap. 大•爆•殺•神ダイナマイト Daibakusatsu-shin Dainamaito) - 323. Jeden krok (jap. 一歩 Ippo) - 324. Stanowczość osoby niepełnoletniej (jap. 未成年の主張 Miseinen no shuchō) - 325. Więzi OFA (jap. つながるOFA Tsunagaru Wan Fō Ōru) - 326. Kim jesteś? (jap. お前は誰だ Omae wa dareda) - 327. Rest! (jap. REST!!! Resuto!!!) - 328. Wszystko się łączy (jap. つながるつながる Tsunagaru tsunagaru) |                     |                        |                      |                        |
| 34 | 2 maja 2022         | ISBN 978-4-08-883066-7 | 20 stycznia 2023     | ISBN 978-83-8242-197-2 |
| Lista rozdziałów - 329. Zachód reaguje w ostatniej chwili! Niesamowita osoba, która jest o krok przed wszystkimi! (jap. 欧米ギリギリ!! ぶっちぎりの凄い奴 Ōbei girigiri!! Butchigiri no sugoi yatsu) - 330. Ja i ja (jap. 俺と僕 Ore to boku) - 331. Ameryka (jap. アメリカ Amerika) - 332. Hipersoniczne interkontynentalne samonaprowadzające pociski nowej genereacji (jap. 新型極超音速大陸間巡航 Shingata gokuchōonsoku tairiku-kan junkō) - 333. Widmo (jap. 亡霊 Bōrei) - 334. Pożegnalny prezent (jap. 置き土産 Oki miyage) - 335. Zarodki (jap. 有精卵 Yūseiran) - 336. Złoczyńca (jap. 敵 Viran) - 337. Jednorazowe życia (jap. 使い捨ての人生を Tsukaisute no jinsei o) - 338. Historia o tym, jak wszyscy zostali bohaterami cz. 1 (jap. 皆がヒーローになるまでの物語① Min’na ga hīrō ni naru made no monogatari ①) - 339. Historia o tym, jak wszyscy zostali bohaterami cz. 2 (jap. 皆がヒーローになるまでの物語② Min’na ga hīrō ni naru made no monogatari ②)                                                                      |                     |                        |                      |                        |
| 35 | 4 lipca 2022        | ISBN 978-4-08-883161-9 | 3 marca 2023         | ISBN 978-83-8242-198-9 |
| Lista rozdziałów - 340. Historia o tym, jak wszyscy zostali bohaterami cz. 3 (jap. 皆がヒーローになるまでの物語③ Min’na ga hīrō ni naru made no monogatari ③) - 341. Historia o tym, jak wszyscy zostali bohaterami minus 1 (jap. 皆がヒーローになるまでの物語−① Min’na ga hīrō ni naru made no monogatari mainasu ①) - 342. Wielka cisza przed burzą (jap. 嵐の前の超静けさ Arashi no mae no chō shizukesa) - 343. Let You Down (jap. Let You Down Retto yū daun) - 344. Główna rola (jap. 主役 Shuyaku) - 345. Division (jap. DIVISION Divijon) - 346. Super Hyper Shitty Stage (jap. スーパーハイパークソハメステージ Sūpā haipā kuso hame sutēji) - 347. Inflation (jap. INFLATION Infurēshon) - 348. Zawód miłosny (jap. 失恋 Shitsuren) - 349. Battle Flame (jap. BATTLE FLAME Batoru furēmu) - 350. En (jap. エン En) |                     |                        |                      |                        |
| 36 | 4 października 2022 | ISBN 978-4-08-883261-6 | 3 lipca 2023         | ISBN 978-83-8242-551-2 |
| Lista rozdziałów - 351. Futatsu no kakushaku (jap. 二つの赫灼) - 352. Hissatsu-waza (jap. 必殺技) - 353. Endevā (jap. ENDEAVOR) - 354. Kokoda!! (jap. ここだ!!) - 355. Ekusutorazu (jap. EXTRAS) - 356. Teki ni tsuite (jap. 敵について) - 357. Shōshin shōmei!! Teoi no Hīrō (jap. 焼身照命!! 手負いのヒーロー) - 358. Chotto susunda otoko (jap. ちょっと進んだ男) - 359. Manabiya (jap. 学び舎) - 360. Soredemo (jap. それでも) - 361. Ihen (jap. 異変) - 362. Raito feizu tu rein (jap. Light Fades To Rain) |                     |                        |                      |                        |
| 37 | 3 lutego 2023       | ISBN 978-4-08-883428-3 | 7 grudnia 2023       | ISBN 978-83-8242-552-9 |
| Lista rozdziałów - 363. Fusegu mono to okasu mono (jap. 禦ぐ者と侵す者) - 364. Nan no tame ni chikara o tsukau (jap. 何の為に力を使う) - 365. Nanbā 4 to nanbā 5 (jap. No.4とNo.5) - 366. Momo (jap. 桃) - 367. Deku Bāsasu Ōru Fō Wan (jap. デク VS AFO) - 368. Unare Wan Fō Ōru (jap. 唸れOFA) - 369. Tsuranaru seisō (jap. 連なる星霜) - 370. Hisutorī (jap. HIStory) - 371. Shōji-kun to issho. (jap. しょーじくんといっしょ。) - 372. Neikiddo (jap. NAKED) - 373. Furenzu (jap. FRIENDS) - 374. Batafurai efekuto (jap. Butterfly Effect) |                     |                        |                      |                        |
| 38 | 2 czerwca 2023      | ISBN 978-4-08-883553-2 | 9 lutego 2024        | ISBN 978-83-8242-553-6 |
| Lista rozdziałów - 375. Mechakucha (jap. 滅茶苦茶) - 376. Hana ni arashi (jap. 花に嵐) - 377. Koko ni itaru made no tsuranari (jap. ここに至るまでの連なり) - 378. Min’na ga hīrō ni naru made no monogatari ④ (jap. 皆がヒーローになるまでの物語④) - 379. Hōpusu (jap. hopes) - 380. Gan’ichi (jap. ガンイチ) - 381. Yami (jap. 闇) - 382. Ika senai!! (jap. 行かせない!!) - 383. Chīsana kokoro (jap. 小さな心) - 384. Ittsu a sumōru wārudo (jap. It’s A Small World) - 385. Wakaki shōdō (jap. 若き衝動) - 386. Ai amu hia (jap. I AM HERE) |                     |                        |                      |                        |
| 39 | 2 listopada 2023    | ISBN 978-4-08-883662-1 | 17 lipca 2024        | ISBN 978-83-8242-554-3 |
| Lista rozdziałów - 387. Nikogori (jap. 煮凝り) - 388. Tōya (jap. 燈矢) - 389. Anshin to inori (jap. 安心と祈り) - 390. Todoroki Shōto: Raijingu (jap. 轟焦凍: ライジング) - 391. Kobanda sekai (jap. 拒んだ世界) - 392. Viran mei (jap. ヴィラン名) - 393. Shōjo no ego (jap. 少女のエゴ) - 394. Uraraka Ochako VS Toga Himiko (jap. 麗日お茶子ＶＳ渡我被身子) - 395. Shiawase no ue ni (jap. 幸せの上に) - 396. „Kosei” naki tatakai (jap. "個性"無き戦い) - 397. Gomihiroi (jap. ゴミ拾い) - 398. Yagi Toshinori: Raijinguorijin (jap. 八木俊典：ライジングオリジン) |                     |                        |                      |                        |
| 40 | 4 kwietnia 2024     | ISBN 978-4-08-884007-9 | 16 października 2024 | ISBN 978-83-8242-862-9 |
| Lista rozdziałów - 399. Yūki kōryū dentō (jap. 有機交流電燈) - 400. Genkai o (jap. 限界を) - 401. Za runatikku (jap. THE LUNATIC) - 402. Za tiafuru daizu (jap. THE・TEARFUL DAYS) - 403. Za endo obu an iara, ando... (jap. The End of An Era, And...) - 404. Daisuki!! Ōru Maito!! (jap. 大好き！！ オールマイト！！) - 405. Rasubosu!! (jap. ラスボス!!) - 406. Tsukame!! Omae no „kosei” (jap. 掴め!!おまえの„個性") - 407. Chōjō iji (jap. 超常遺児) - 408. Yumeyume!! GANRIKI (jap. 努努!! GANRIKI) - 409. "Kosei"!! Bakuha!! (jap. "個性"!!爆破!!) - 410. Saraba! Ōru Fō Wan (jap. さらば! オール・フォー・ワン) |                     |                        |                      |                        |
| 41 | 2 sierpnia 2024     | ISBN 978-4-08-884169-4 | 16 kwietnia 2025     | ISBN 978-83-8242-863-6 |
| Lista rozdziałów - 411. Shijō saiaku no viran (jap. 史上最悪の敵) - 412. Shijō saikyō no hīrō (jap. 史上最狂のヒーロ) - 413. Namari no katamari (jap. 鉛の塊) - 414. Ōbārei (jap. オーバーレイ) - 415. Kyozetsu (jap. 拒絶) - 416. Kojiakero! Midoriya Izuku!! (jap. こじ開けろ! 緑谷出久!!) - 417. Shimura (jap. 志村) - 418. Midoriya kara Shimura e (jap. 緑谷から志村へ) - 419. Dezain (jap. DESIGN) - 420. Aizawa-kun kara (jap. 相澤くんから) - 421. Wī ā hia (jap. We Are Here) - 422. Midoriya Izuku: Raijingu (jap. 緑谷出久：ライジング) |                     |                        |                      |                        |
| 42 | 4 grudnia 2024      | ISBN 978-4-08-884349-0 | —                    |                        |
| Lista rozdziałów - 423. Wan Fō Ōru bāsasu Ōru Fō Wan (jap. OFA vs AFO) - 424. Epirōgu (jap. エピローグ) - 425. Kisetsuhazure no (jap. 季節外れの) - 426. Jigoku no Todoroki-kun-chi fainaru (jap. 地獄の轟くん家・FINAL) - 427. Shigaraki Tomura to wa nan datta no ka (jap. 死柄木弔とはなんだったのか) - 428. Egao ga sukina onna no ko (jap. 笑顔が好きな女の子) - 429. Watashi ga kita! (jap. 私が来た!) - 430. Boku no hīrō akademia (jap. 僕のヒーローアカデミア) - 431. More |                     |                        |                      |                        |

## Spin-offy

### Boku no Hero Academia Smash!!
| Nr | Data wydania (język japoński) | ISBN (język japoński)  |
| -- | ----------------------------- | ---------------------- |
| 1  | 4 kwietnia 2016               | ISBN 978-4-08-880667-9 |
| 2  | 4 listopada 2016              | ISBN 978-4-08-880864-2 |
| 3  | 2 czerwca 2017                | ISBN 978-4-08-881116-1 |
| 4  | 4 września 2017               | ISBN 978-4-08-881157-4 |
| 5  | 2 listopada 2017              | ISBN 978-4-08-881173-4 |

### My Hero Academia – Vigilante
| Nr | Język japoński      | Język japoński         | Język polski         | Język polski           |
| Nr | Data wydania        | ISBN                   | Data wydania         | ISBN                   |
| --- | ------------------- | ---------------------- | -------------------- | ---------------------- |
| 1 | 4 kwietnia 2017     | ISBN 978-4-08-881093-5 | 24 czerwca 2019      | ISBN 978-83-8096-675-8 |
| Lista rozdziałów - 1. Ja tu jestem (jap. 俺がいる Ore ga iru) - 2. Take Off (jap. 離陸 Teikuofu) - 3. Nowy Dobromił (jap. 親切マン改 Shinsetsu Man aratame) - 4. Bez makijażu (jap. 素顔 Sugao) - 5. Pszczoły (jap. 蜂 Hachi) |                     |                        |                      |                        |
| 2 | 4 września 2017     | ISBN 978-4-08-881249-6 | 26 sierpnia 2019     | ISBN 978-83-8096-676-5 |
| Lista rozdziałów - 6. Brak hamulców (jap. 手加減無用 Tekagen muyō) - 7. Top Runner (jap. トップランナー Toppu Ran’nā) - 7,5. Wygląd ma znaczenie (jap. 見た目が大事 Mitame ga daiji) - 8. Co do „niego” (jap. あの人"のこと „Ano hito” no koto) - 9. Wyrok (jap. 断罪 Danzai) - 9,5. Maska (jap. 仮面 Kamen) - 10. Krzyk (jap. 悲鳴 Himei) - 11. Linia (jap. 一線 Issen) |                     |                        |                      |                        |
| 3 | 2 lutego 2018       | ISBN 978-4-08-881335-6 | 25 października 2019 | ISBN 978-83-8096-677-2 |
| Lista rozdziałów - 12. Starsza koleżanka (jap. 先輩 Senpai) - 13. Prawda (jap. 真 Makoto) - 14. Major (jap. MAJOR Mejā) - 15. Playboy (jap. PLAYBOY Pureibōi) - 16. Najazd mamusi! (jap. 猛母襲来! Mō haha shūrai!) - 17. Berek! (jap. タッグ結成! Taggu kessei!) - 18. Przyspieszenie siłą woli! (jap. 気合いで加速! Kiai de kasoku!) - Bonus 1: Spokanie bohaterów (jap. ヒーロー会合 Hīrō kaigō) - Bonus 2: Odwiedziny bohatera (jap. ヒーロー訪問 Hīrō hōmon) |                     |                        |                      |                        |
| 4 | 4 kwietnia 2018     | ISBN 978-4-08-881428-5 | 26 grudnia 2019      | ISBN 978-83-8096-678-9 |
| Lista rozdziałów - 19. Rodzina (jap. 家族 Kazoku) - 20. Otwarcie wydarzenia! (jap. イベント開催! Ibento kaisai!) - 21. Utworzenie zespołu! (jap. ユニット結成! Yunitto kessei!) - 22. Wielki dzień (jap. 本番当日 Honban tōjitsu) - 23. Córka (jap. 娘 Musume) - 24. Rozmowa rodzica z dzieckiem (jap. 親子の会話 Oyako no kaiwa) - 25. Pa, pa, tato (jap. パパにさよなら Papa ni sayonara) - 26. Tamto (jap. 珠緒 Tamao) - 0. Trailer marketing |                     |                        |                      |                        |
| 5 | 4 września 2018     | ISBN 978-4-08-881547-3 | 25 lutego 2020       | ISBN 978-83-8096-679-6 |
| Lista rozdziałów - 27. Nasza codzienna praca (jap. 俺たちのいつものシゴト Oretachi no itsumo no shigoto) - 28. Rzecz, którą mężczyzna musi zdobyć własnoręcznie (jap. 男がその手に取るものは Otoko ga sono te ni toru mono wa) - 29. A może użyć broni? (jap. 武装検討 Busō kentō) - 30. Apel o współpracę (jap. 協力要請 Kyōryoku yōsei) - 31. Jedziemy do naniwy! (jap. 浪花の街に出張やで! Naniwa no machi ni shutchō ya de!) - 32. Idolki mają swoje sekrety! (jap. アイドルには秘密があんねん! Aidoru ni wa himitsu ga an nen!) - 33. Niebezpieczne odkrycie! (jap. ヤバいモンめっけたで! Yabai mon mekketa de!) - 34. Krabia rozwałka! (jap. カニカニ大暴走や! Kanikani dai bōsō ya!) - 35. Bohater wybucha?! To nara! (jap. ヒーロー爆発!? ほな､さいなら! Hīrō bakuhatsu!? Hona, sainara!) |                     |                        |                      |                        |
| 6 | 4 lutego 2019       | ISBN 978-4-08-881739-2 | 24 kwietnia 2020     | ISBN 978-83-8096-680-2 |
| Lista rozdziałów - 36. Gadżet pożądany przez wszystkich (jap. これがみんなの欲しいモノ! Kore ga min’na no hoshī mono!) - 37. Publicznie i prywatnie (jap. 公と私と Kō to watashi to) - 38. Duża prędkość (jap. 超速! Chōsoku!) - 39. Racjonalny człowiek (jap. 合理的な男 Gōriteki na otoko) - 40. Racjonalne połączenie sił (jap. 合理的に共闘 Gōriteki ni kyōtō) - 41. Supertechnika (jap. 必殺!! Hissatsu!!) - 42. Idę na grupową randkę (jap. 合コンに行くよ Gōkon ni iku yo) - 43. Przypływ popularności (jap. モテ期が来たよ Moteki ga kita yo) - 44. Przerażający podróżnik (jap. 法外の旅行者 Hōgai no ryokōsha) |                     |                        |                      |                        |
| 7 | 3 sierpnia 2019     | ISBN 978-4-08-881839-9 | 25 czerwca 2020      | ISBN 978-83-8096-681-9 |
| Lista rozdziałów - 45. Powrót (jap. 帰ってきた男 Kaettekita otoko) - 46. Wigilijny bohater (jap. 聖夜の英雄 Seiya no hīrō) - 47. Przyjęcie pożegnalne (jap. いざ お別れ会! Iza o wakare-kai!) - 48. Start śledztwa → miłosne odkrycie?! (jap. 捜査開始!→熱愛発覚!? Sōsa kaishi! Netsuai hakkaku!) - 49. Godzina zero (jap. ゼロ・アワー Zero Awā) - 50. Bronić wieży! (jap. タワーを守れ! Tawā o mamore!) - 51. Poświęcenie dla innych (jap. 人事を尽くせ! Jinji o tsukuse!) - 52. Serce jak balonik (jap. フーセンの心 Fūsen no kokoro) - 53. Limit i katastrofa (jap. 限界と破局 Genkai to hakyoku) |                     |                        |                      |                        |
| 8 | 4 grudnia 2019      | ISBN 978-4-08-882090-3 | 25 sierpnia 2020     | ISBN 978-83-8096-682-6 |
| Lista rozdziałów - 54. Gorąca linia (jap. ホットライン Hottorain) - 55. Oto bohater! (jap. これがヒーロー!! Kore ga hīrō!!) - 56. Niezbyt to bohaterskie (jap. 英雄に非ず Eiyū ni arazu) - 57. Człowiek bomba (jap. 爆弾になる男 Bakudan ni naru otoko) - 58. Koniec zagranicznych wojaży, czas wracać do domu (jap. 国際線 帰国便 Kokusaisen kikoku-bin) - 59. Deszcz i chmura (jap. 雨と雲 Ame to kumo) - 60. Zajmę się porzuconym kociakiem (jap. 迷い猫 預かります Mayoi neko azukarimasu) - 61. Dwóch w jednym (jap. ふたりでひとり Futari de hitori) - 62. Szklane niebo (jap. ガラスの空 Garasu no sora) |                     |                        |                      |                        |
| 9 | 4 marca 2020        | ISBN 978-4-08-882240-2 | 26 października 2020 | ISBN 978-83-8096-683-3 |
| Lista rozdziałów - 63. Zbierz się na odwagę (jap. 覚悟を決めろ Kakugo o kimero) - 64. Dasz radę, Shota! (jap. がんばれショータ Ganbare Shōta) - 65. Niebo po deszczu (jap. 雨上がりの空に Ameagari no sora ni) - 66. Koniec szkoły, początek kariery (jap. 卒業と進路 Sotsugyō to shinro) - 67. Oryginalna, międzynarodowa, lubi ostre curry (jap. 本格･国際･辛口カレー Honkaku kokusai karakuchi karē) - 68. Nie przegram (jap. 負けるな あたし Makeruna atashi) - 69. Wejście bohatera (jap. ヒーロー登場 Hīrō tōjō) - 70. Prawdziwe oblicze (jap. ほんとの自分 Honto no jibun) - 71. Dziękuję za wskazówki (jap. ご指導どうも Go shidō dōmo) - 72. Szukając ciebie (jap. 君を探して Kimi o sagashite)                                                                                          |                     |                        |                      |                        |
| 10 | 4 września 2020     | ISBN 978-4-08-882395-9 | 29 stycznia 2021     | ISBN 978-83-8096-684-0 |
| Lista rozdziałów - 73. Nadchodzi królowa (jap. 女王光臨 Joō kōrin) - 74. Po burzy (jap. 嵐のあと Arashi no ato) - 75. List (jap. 手紙 Tegami) - 76. Groźna broń (jap. 凶器 Kyōki) - 77. Plan (jap. 作戦 Sakusen) - 78. Jazda (jap. 出動 Shutsudō) - 79. Inferno nr 2 (jap. INFERNO No.2 Inferuno nanbā tsū) - 80. Kto tu jest prawdziwym złoczyńcą? (jap. それは誰だ Sore wa dareda) - 81. Bee My Pop (jap. BEE MY POP Bī mai poppu) |                     |                        |                      |                        |
| 11 | 4 stycznia 2021     | ISBN 978-4-08-882484-0 | 2 lipca 2021         | ISBN 978-83-8096-685-7 |
| Lista rozdziałów - 82. Ultraszybki bohater 2 (jap. 超速ヒーローII Chōsoku hīrō tsū) - 83. Przestępcy na ziemi (jap. 咎人地に在りて Togabitochi ni arite) - 84. Marzenia o bohaterstwie (jap. 英雄の夢 Eiyū no yume) - 85. Przesłuchanie (jap. 尋問 Jinmon) - 86. Zamaskowany turniej sztuk walki (jap. 仮面武闘会 Kamen butō-kai) - 87. Rap rap rap (jap. RAP RAP RAP) - 88. Zakryta głowa, wystające uszy (jap. 頭隠して耳隠さず Atamakaku shite mimi kakusazu) - 89. Walcz! Tiger Bunny! (jap. 乱闘! タイガーバニー Rantō! Taigābanī) - 90. Połączenie sił pod ziemią (jap. チームアップ in the UG Chīmuappu in the andāguraundo) - 91. Plan B w biegu (jap. 走るプランB Hashiru puran B) |                     |                        |                      |                        |
| 12 | 2 kwietnia 2021     | ISBN 978-4-08-882610-3 | 5 października 2021  | ISBN 978-83-8096-686-4 |
| Lista rozdziałów - 92. Might Signal (jap. マイトシグナル Maito shigunaru) - 93. Trzysekundowy atak i obrona (jap. 3秒 3 Byō) - 94. Kłącze (jap. U・G・M事件 Yū jī emu jiken) - 95. Księżyce (jap. 月 Tsuki) - 96. Dyskusje (jap. 交渉 Kōshō) - 97. Ścigający (jap. 追手 Otte) - 98. Logiczna argumentacja (jap. 合理的じゃない Gōri-teki janai) |                     |                        |                      |                        |
| 13 | 4 października 2021 | ISBN 978-4-08-882747-6 | 8 lipca 2022         | ISBN 978-83-8096-687-1 |
| Lista rozdziałów - 99. Inwazja anonimów (jap. 無貌の侵略 Mubō no shinryaku) - 100. Wielki wybuch! (jap. 超爆! Chōbaku!) - 101. Bieg przez noc (jap. 夜を翔ける Yoru o kakeru) - 102. Intruz (jap. 侵入者 Shin’nyū-sha) - 103. Strzelaj w głowę (jap. 脳を撃てば Nō o uteba) - 104. Ta twarz (jap. この顔 Kono gao) - 105. Początek ucieczki (jap. 逃走開始 Tōsō kaishi) - 106. Chase of Crawlers (jap. CHASE OF CRAWLERS Cheisu obu kurōrāzu) - 107. Sto konsekutywnych ciosów (jap. 連打百遍 Renda hyaku-ben) |                     |                        |                      |                        |
| 14 | 2 maja 2022         | ISBN 978-4-08-882859-6 | 11 stycznia 2023     | ISBN 978-83-8096-688-8 |
| Lista rozdziałów - 108. Ten, który gnieździ się w otchłani (jap. 深淵に棲むもの Shin’en ni sumu mono) - 109. Otoczony (jap. 包囲網 Hōi-mō) - 110. Nieostrożność (jap. 油断 Yudan) - 111. Odrodzenie żelaznej pięści (jap. 鉄拳復活 Tekken fukkatsu) - 112. Wynik błędu w onliczeniach (jap. 誤算の果て Gosan no hate) - 113. Najgorszy wróg (jap. 最悪の敵 Saiaku no teki) - 114. Dogfight (jap. ドッグファイト Doggufaito) - 115. Konkluzja na temat siły (jap. 力の結論 Chikara no ketsuron) - 116. Ostatnia nauka (jap. 最後の教え Saigo no oshie) - 0,2. Trailer marketing 2 (jap. Trailer marketing2 Torēra māketingu tsū) |                     |                        |                      |                        |
| 15 | 4 lipca 2022        | ISBN 978-4-08-883177-0 | 7 kwietnia 2023      | ISBN 978-83-8096-689-5 |
| Lista rozdziałów - 117. Ta, której nie wolno używać (jap. これは絶対ダメなやつ Kore wa zettai damena yatsu) - 118. Złoty okres (jap. 黄金時代 Kogane jidai) - 119. I właśnie dlatego ja... (jap. だから俺が Dakara ore ga) - 120. Wsparcie (jap. 応援 Ōen) - 121. Przybywają posiłki (jap. 援軍到着 Engun tōchaku) - 122. One-Two Finish! (jap. ワンツー・フィニッシュ Wantsū finisshu) - 123. Pa, pa, bohaterze! (jap. バイバイ ヒーロー Baibai hīrō) - 124. Od zawsze i na zawsze (jap. ずっとずっと Zuttozutto) - 125. Różne przyszłości (jap. それぞれの未来 Sorezore no mirai) - 126. The Skycrawler: Rising (jap. ザ・スカイクロウラー：ライジング Za Sukaikurōrā: Raijingu) |                     |                        |                      |                        |

### My Hero Academia – Team-Up Missions
| Nr | Język japoński      | Język japoński         | Język polski      | Język polski           |
| Nr | Data wydania        | ISBN                   | Data wydania      | ISBN                   |
| --- | ------------------- | ---------------------- | ----------------- | ---------------------- |
| 1 | 4 marca 2020        | ISBN 978-4-08-882249-5 | 22 maja 2023      | ISBN 978-83-8242-523-9 |
| Lista rozdziałów - Niezależna historia: Team-Up Missions: Prequel (jap. チームアップミッション：前日譚 Chīmu appu misshon: Zenjitsutan) - 1. Początek nowego programu (jap. 始まれ新制度 Hajimare nyū misshon) - 2. Infiltracja! Najszybszy bohater! (jap. 潜入！最速のヒーロー Sen’nyū! Saisoku no hīrō) - 3. Dwie z działu wsparcia (jap. 二人のサポーター Futari no sapōtā) - Niezależna historia: Kto jest moim księciem?! (jap. 王子さまは誰！？ Ōji-sama wa dare!?) - Niezależna historia: Przybyli bohaterowie! (jap. ヒーローたちがやつてまた！ Hīrō-tachi ga yatsute mata!) - Niezależna historia: Na pewno każdy jest czyimś bohaterem (jap. きっと誰もが誰かのヒーロー Kitto daremoga dareka no hīrō)                                     |                     |                        |                   |                        |
| 2 | 2 kwietnia 2021     | ISBN 978-4-08-882591-5 | 20 lipca 2023     | ISBN 978-83-8242-524-6 |
| Lista rozdziałów - 4. Ci, którzy spojrezli w otchłań (jap. 深淵の理解者 Shin’en no rikai-sha) - 5. Trening z piekła rodem (jap. 地獄の修業 Jigoku no shūgyō) - 6. Powodzenia, Ojiro! (jap. いいぞガンバレ 尾白くん！ Ī zo ganbare Ojiro-kun!) - 7. Program radiowy Might & Mic (jap. マイトとマイクのぷちゃへんざレディオ Maito to maiku no puchahenza redio) - 8. Klasa A kontra Monoma (jap. A組VS物間くん Ē-gumi bāsasu Monoma-kun) - 9. Za niec nie wolno nadużywać iluzji (jap. 幻覚濫用ダメ、絶対！ Genkaku ran’yō dame, zettai!) - One-shot: Deku & Bakugo Rising cz. 1 (jap. 出久&爆轟:ライジング 前編 Deku & Bakugo: Raijingu zenpen) - One-shot: Deku & Bakugo Rising cz. 2 (jap. 出久&爆豪:ライジング 後編 Deku & Bakugo: Raijingu kōhen) |                     |                        |                   |                        |
| 3 | 4 lutego 2022       | ISBN 978-4-08-882875-6 | 20 września 2023  | ISBN 978-83-8242-525-3 |
| Lista rozdziałów - 10. Mineta ma branie (jap. 峰田くんのモテ期 Mineta-kun no moteki) - 11. Bóstwo ochronne z zielonej doliny (jap. 緑の谷の守り神 Midori no tani no mamorigami) - 12. Sprawunki Shinso (jap. 心操くんのおつかい Shinsō-kun no otsukai) - 13. High Calorie Girls (jap. ハイカロリー・ガールズ Haikarorī gāruzu) - 14. Przetasowania w 1A! (jap. シャッフれ！1-A Shaffure! 1-A) - 15. Droga dzikości, droga bestii (jap. ワイルドの道はケモノ道 Wairudo no michi wa kemono michi) - 16. Rodzina Soulów odwiedza Japonię (jap. ソウル一家の日本旅行 Sōru ikka no Nihon ryokō) |                     |                        |                   |                        |
| 4 | 4 października 2022 | ISBN 978-4-08-883262-3 | 21 listopada 2023 | ISBN 978-83-8242-526-0 |
| Lista rozdziałów - 17. Krzyczcie... test odwagi! (jap. 叫べ…肝試シ Sakebe... kimodameshi) - 18. Przekroczcie punkt K! (jap. K点を超えろ！ Kē-ten o koero!) - 19. Happy Apple Day (jap. HAPPY APPLE DAY Happī appuru dē) - 20. Creators File (jap. クリエイターズ・ファイル Kurieitāzu fairu) - 21. Dodge day (jap. DODGE DAY Dojji dei) - 22. Hawks’ Private Room (jap. HAWKS’ PRIVATE ROOM Hōkusu puraibēto rūmu) - 23. Maniery Iidy (jap. 飯田の作法 Īda no sahō) |                     |                        |                   |                        |
| 5 | 2 czerwca 2023      | ISBN 978-4-08-883626-3 | 22 stycznia 2024  | ISBN 978-83-8242-615-1 |
| Lista rozdziałów - 24. Wyspa snu i jawy (jap. 夢現の島 Yumeutsusu no shima) - 25. Generalne porządki w U.A. (jap. 雄英大掃除 Yūei ōsōji) - 26. Dni otwarte w U.A. (jap. 雄英体験入学 Yūei Taiken nyūgaku) - 27. Surreal Heroism (jap. シュールヒロイズム Shūruhiroizumu) - 28. Grzybowa idolka (jap. オシノキノコノコ Oshinokinokonoko) - 29. Mochi Rush (jap. Mochitsuki Rush Mochitsuki rasshu) - 30. Dobrze wykorzystany czas wolny (jap. 良き余暇 Yoki yoka) - 30. Porządne prostowanie i unikatowe ubranie (jap. タイトな矯正とユニークな衣服 Taito na kyōsei to yunīku ifuku) |                     |                        |                   |                        |
| 6 | 4 kwietnia 2024     | ISBN 978-4-08-883828-1 | 13 lutego 2025    | ISBN 978-83-8242-616-8 |
| Lista rozdziałów - 32. Katsuma to karakuri yashiki no himitsu (jap. 活真とカラクリ屋敷の秘密) - 33. Torasshu rasshu (jap. トラッシュ・ラッシュ) - 34. I no naka no oogaeru (jap. 井の中の青蛙) - 35. Gōingu mai uei (jap. ゴーイング・ マイウェイ) - 36. Kemī no maji tokkun (jap. ケミィのマジ特訓) - 37. Koi no Wazurai (jap. 恋の煩い) - 38. Neppitsu! Fukidashi-kun (jap. 熱筆! 吹出くん) - 39. Fattogamu wa futoritai (jap. ファットガムは太りたい) |                     |                        |                   |                        |
| 7 | 4 grudnia 2024      | ISBN 978-4-08-884299-8 | 4 lipca 2025      | ISBN 978-83-8242-617-5 |
| Lista rozdziałów - 40. Jentoru in za jeiru (jap. ジェントル・イン・ザ・ジェイル) - 41. Fushigi no machi no Nejire-chan (jap. 不思議の街のネジレちゃん) - 42. Tora no warēzu būtokyanpu+ (jap. 虎の我ーズブートキャンプ+) - 43. Yaomomo Sēru kaichi kitan (jap. ヤオモモセール開知奇譚) - 44. Phantom Thief - 45. Akariumu (jap. アクアリウム) - 46. Saikō no ichimai (jap. 最高の一枚) - One-shot: Endevāzu misshon (jap. エンデヴァーズ ミッション) |                     |                        |                   |                        |